# Tišina
Tišina è un comune di 4 353 abitanti della Slovenia nord-orientale.